# Putanges-Pont-Écrepin
Putanges-Pont-Écrepin är en kommun i departementet Orne i regionen Normandie i nordvästra Frankrike. Kommunen ligger i kantonen Putanges-Pont-Écrepin som tillhör arrondissementet Argentan. År 2018 hade Putanges-Pont-Écrepin 997 invånare.

## Befolkningsutveckling
Antalet invånare i kommunen Putanges-Pont-Écrepin
| Referens: INSEE |